# Jack Barton (Schauspieler)
Jack Barton (* 19. Juni 1995) ist ein britischer Schauspieler.

## Leben und Karriere
Barton wurde in den Vereinigten Staaten geboren, aber lebt und arbeitet in England. Dort lernte er Schauspiel an der Oxford School of Drama, wo er nach drei Jahren seinen Abschluss 2018 machte. Erste Serienhauptrollen hatte er anschließend in Der Brief für den König (2020) und der dritten Staffel von Krieg der Welten (2022). Größere Bekanntheit erlangte er mit der Netflix-Serie Heartstopper, in der er seit 2023 David, den Bruder der Hauptfigur Nick Nelson, darstellt. 2025 verkörperte er in der Kriegs-Historienserie SAS: Rogue Heroes das reale SAS-Mitglied John Tonkin.

## Filmografie
- 2020: Grantchester (Fernsehserie, 1 Episode)
- 2020: Der Brief für den König (The Letter for the King, Fernsehserie, 6 Episoden)
- 2022: The Pursuit of Love (Miniserie, 2 Episoden)
- 2022: Krieg der Welten (War of the Worlds, Fernsehserie, 6 Episoden)
- 2023: Poor Things
- 2023–2024: Heartstopper (Fernsehserie, 5 Episoden)
- 2025: SAS: Rogue Heroes (Fernsehserie, 6 Episoden)